# Mariivka, Onufriivka
Mariivka (în ucraineană Мар'ївка) este localitatea de reședință a comunei Mariivka din raionul Onufriivka, regiunea Kirovohrad, Ucraina.

## Demografie
Componența lingvistică a localității Mariivka
     Ucraineană (94,03%)
     Rusă (4,48%)
     Română (1,24%)
Conform recensământului din 2001, majoritatea populației localității Mariivka era vorbitoare de ucraineană (94,03%), existând în minoritate și vorbitori de rusă (4,48%) și română (1,24%).